# Marc Kowalczyk
Marc Kowalczyk est un compositeur, musicologue et pédagogue (du piano) français né le 8 octobre 1973 à Clamart.

## Biographie
Fils de Jean Kowalczyk, Marc Kowalczyk a étudié en Conservatoire le piano, l'harmonie, l'analyse musicale et la composition,, et à l'université Paris Sorbonne-Paris IV la musicologie,.
Il a écrit plusieurs ouvrages de référence (Ouvrages musicaux dans l'ombre, Recueil de citations sur la musique, Roger Tessier compositeur, Dictionnaire du mot piano, Vincent d'Indy sa vie son œuvre son art son caractère) et de nombreux articles sur la musique du XXe siècle,.
Défenseur de la musique de son temps (fondateur de l'Association pour la promotion de la musique contemporaine) Marc Kowalczyk donne régulièrement des conférences musicales (sur la musique contemporaine mais aussi sur Robert Schumann, Anton Bruckner, Georg Friedrich Haendel...).
En tant que compositeur, il se fait connaître lors d'une résidence à Thouars (France) en 1995,. En 1998 il compose l'opéra policier Délit d'innocence. Il développe le concept de résidence en juin 2000 à Vanves (92, France) avec d'autres artistes (peintres, poètes, réalisateurs, danseurs, photographes, sculpteurs, acteurs...).
C'est à partir de 2009 qu'il élargit l'idée de résidence en invitant son œuvre Au cœur du piano,,(communauté de communes des Pieux, Communauté de communes de Nay,, ville de Cherbourg-Octeville, ville de Loon-Plage, ville de Charleville-Mézières, Pibrac, Saint-Lo, communauté de communes de Signy-le-Petit, Grasse...).
Au cœur du piano est sa méthode de piano (en 2 volumes). Publiée en 2004, ré-éditée en 2016, cette méthode de piano propose ses morceaux originaux (dont plusieurs 4 mains pour deux élèves de même niveau) suivant une pédagogie innovante (formation musicale et technique comprises, pratiques pianistiques progressives...).
Il compose des œuvres de tout style (contemporaines et modernes) qui sont pour la plupart enregistrées sur CD (15 parutions).
Il a fondé en 2014 le Festival intergénérationnel,.

## Œuvres
- Hopasko (1992) pour orchestre à cordes, éditions Les productions d'Oz (Québec, Canada)[31]
- Trois rêves d'enfants (1992) pour piano 6 mains, éditions Soldano
- Samedi (1992) pour guitare solo, éditions Delatour (France)
- Miroir(s) (1993) pour flûte traversière solo, éditions Soldano (France)
- Final d'orchestre (1993) pour orchestre symphonique, éditions Laurent Volet (Suisse)
- ... Et leurs idées reçues (1994) pour orchestre d'harmonie, commande d'État[32]
- Répétitions (1994) pour quatuor de flûtes traversières, éditions Laurent Volet (Suisse)
- Obscures lumières contemporaines (1994) pour orgue (ou piano), éditions Pierre Lafitan (France)
- Air de décembre (1994) pour clarinette, éditions Delatour France[33]
- Première Idée (1995) pour piano solo, éditions Pierre Lafitan (France)
- Genèse (1995) pour piano 4 mains (ou 2 pianos)
- Éveil musical (1995) pour 2 clarinettes, éditions Musicales Européennes (France)
- Pour une danse (1996) pour flûtes traversière et piano
- Délit d'innocence (1998) opéra policier sur un livret de Jean-François Seren-Rosso, pour orchestre de chambre, 2 sopranos, 1 mezzo, 1 baryton, 1 basse et 4 figurants
- Un théâtre de sons (1998) pour traversière, clarinette, violon, violoncelle et piano
- Stochos (1998) pour orchestre symphonique
- Voix contemporaines (1998) pour 2 instruments à vent et bande magnétique
- Tout autour de nous (2002) chanson variété française pour un duo mixte, King Cameleo Production
- Dance for ever (2003) chanson rumba pour un chanteur (paroles anglaises)
- Revey a moin, mi rev (2003) chanson zouk love pour un chanteur (paroles créoles)
- A chance to be free (2004) chanson dancefloor pour une chanteuse (paroles anglaises)
- Intermezzo de l'avenir (2004) pour piano solo, éditions Pierre Lafitan (France)
- Doa Singkat (2014) pour violoncelle et flûte traversière
- Encollages (2014) pour bande magnétique, violoncelle et clarinette
- Ito Iseda  (2014) pour bande magnétique et piano 4 mains
- Rursus  (2015) pour piano

## Publications
- Roger Tessier compositeur, éd. Hécate, 1993 (BNF 35575019)
- Recueil de citations sur le mot musique, La Pensée universelle, 1993 (BNF 36674160)
- Ouvrages musicaux dans l'ombre, éd. Claude Alzieu, 1993 (BNF 35680043)
- Au cœur du piano, éd. Pierre Lafitan, 2004 (BNF 39750039)
- Vincent d'Indy, sa vie, son œuvre, son art, son caractère, éd. Delatour, 2005 (cd-rom)
- Dictionnaire du mot piano, Educaweb, 2006, (BNF 40232771)
- Entretien imaginaire, bulletin de la Société nationale de musique, Intemporel no 17, 1996, Paris
- Pédagogie du piano : dictionnaire et entretiens, cours de Marc Kowalczyk, par , 2008, éd. Delatour  (ISBN 9782752100603)
- 1031 citations sur la musique, 2017, éd. L'Octanphare  (ISBN 9782955862902)
- Petite histoire de la musique pour tous, 2018, éd. MusiKayaK  (ISBN 9782956324508)

## Sources
- Entretien imaginaire, bulletin de la Société nationale de musique, Intemporel no 17, 1996, Paris
- Pédagogie du piano : dictionnaire et entretiens, cours de Marc Kowalczyk, par , 2008, éd. Delatour  (ISBN 9782752100603)